# Moralność
Moralność – zbiór zasad (norm), które określają, co jest dobre, a co złe.

## Systemy normatywne
Moralność jest jednym ze społecznych systemów normatywnych (systemów norm społecznych, zasad). Zwykle jednocześnie istnieje kilka konkurencyjnych (i po części zgodnych, po części różnych) systemów normatywnych, funkcjonujących w obrębie kultury, na przykład:
1. normy postępowania, dopuszczone przez prawo.
2. normy moralne – normy nakładane przez dany system filozoficzny, religijny[potrzebny przypis].
3. normy konkretnej społeczności, którym jednostka podporządkowuje się w procesie socjalizacji (tzw. prawo obyczajowe, niepisane).

## Moralność a etyka
Pochodzeniem zasad moralnych i ich sensem zajmuje się etyka. Nie są to jednak tożsame pojęcia.
Zasady moralne przyjmują najczęściej formę zdań rozkazujących lub zakazujących, rzadziej oznajmujących. Przykładem zasady moralnej jest np. zakaz „nie zabijaj”. Naruszenie tych zasad powoduje zwykle wewnętrzny konflikt psychiczny, zwany poczuciem winy.
Zasady etyczne w odróżnieniu od moralnych są ogólnymi, filozoficznymi twierdzeniami, wynikającymi z danego światopoglądu – przyjętego systemu pojęciowego (w niektórych wypadkach również religijnego).
Na ich bazie można tworzyć konkretne nakazy i zakazy moralne. Często zdarza się tak, że różne zasady etyczne prowadzą do tych samych zasad moralnych.
Na przykład z czterech zasad etycznych:
- Życie ludzkie jest święte, gdyż jest ono darem Boga (chrześcijaństwo, islam).
- Odbieranie życia ludzkiego jest zadawaniem największego cierpienia (buddyzm).
- Życie ludzkie jest podstawową wartością, gdyż wszyscy jesteśmy równoprawnymi członkami ludzkiej wspólnoty (humanizm).
- Życie ludzkie jest własnością jednostki oraz podstawą jej wolności, a odbieranie go jest pozbawianiem wolności w sposób ostateczny (liberalizm, indywidualizm, anarchizm).

Można wyprowadzić nakaz moralny "nie zabijaj", chociaż podstawy światopoglądowe tych zasad są zupełnie różne.
Nie wszystkie systemy etyczne prowadzą jednak zawsze do tego samego zbioru zasad moralnych. Analizując jednak zbiory nakazów moralnych, obowiązujących w różnych kulturach i epokach, daje się wyróżnić pewien zbiór zasad, które obowiązują w olbrzymiej większości z nich, takich jak generalny zakaz dopuszczania się kłamstwa, zabójstwa czy kradzieży.
Zdarzają się też pewne sprzeczności w samych podstawach światopoglądowych (biorące się głównie ze skrajności myślenia). Przykładem jest tu często podkreślany przez etyków konflikt pomiędzy zasadą wolności ("człowiek jest wolny") a zasadą równości ("wszyscy ludzie są równi"). Obydwie te zasady są głęboko zakorzenione w kulturze europejskiej, jednak w skrajnej interpretacji są one sprzeczne, gdyż absolutna wolność prowadzi do powstania nierówności społecznych, a narzucenie absolutnej równości do totalitaryzmu, czyli przeciwieństwa wolności. Stąd konieczność uporządkowania zasad i nadania im różnych wag. Takie uporządkowanie nazywane jest hierarchią wartości.

## Moralność a obyczajowość
Moralności nie należy mylić z obyczajami. Normy obyczajowe są takimi samymi zdaniami rozkazującymi jak normy moralne i część norm moralnych obowiązujących w danej społeczności jest zazwyczaj również normami obyczajowymi. Normy obyczajowe odpowiadają jednak na pytanie "Co wypada robić/nie robić", a normy moralne "Co jest źle robić/nie robić".
Przy łamaniu normy obyczajowej ma się poczucie wstydu, zaś przy łamaniu normy moralnej poczucie winy.

## Moralność a uczucia
W marcu 2007 naukowcy z departamentu neurologii uniwersytetu w Iowa opublikowali w Nature pracę, w której badali osoby ze zniszczonym fragmentem kory przedczołowej mózgu (VMPC), niezbędnym do tworzenia i odczuwania emocji. Okazuje się, że takie osoby, nie mając uczuć, lecz zachowując inteligencję, wykazują utylitarne podejście do zagadnień moralnych, w których dobro powszechne wymaga poświęcenia czyjegoś życia. Nie wahali się ani przez chwilę, wybierając np. wepchnięcie pod pociąg przypadkowej osoby, jeśli mogło to uratować życie kilku innych osób. Nie wahali się nawet, odpowiadając twierdząco, gdy pytano ich o takie kwestie jak:
"Twoje dziecko zaczyna głośno płakać. Jego płacz zwróci uwagę żołnierzy, którzy zabiją ciebie, twoje dziecko i innych ukrytych w piwnicy. Aby temu zapobiec musisz je cicho udusić. Czy zrobiłbyś to?"
Osądy badanych w innych sprawach nie odbiegały od normy. Badacze skonstatowali, że emocje odgrywają znaczącą rolę przynajmniej w niektórych rodzajach decyzji moralnych.

## Moralność a psychologia ewolucyjna
Psychologowie ewolucyjni twierdzą, że moralność pomagała rasie ludzkiej w przetrwaniu. Wewnętrzne przekonanie o tym, co jest dobre, a co złe, pomagało ludziom jako grupie działać bardziej spójnie i dzięki temu skuteczniej walczyć o przetrwanie.

## Teoria rozwoju moralnego Kohlberga
Lawrence Kohlberg stworzył klasyfikację poziomów ludzkiego rozwoju moralnego. Wyróżnia on około sześciu kolejno następujących stadiów. Człowiek zaczyna swój rozwój od pierwszego stadium. Na ogół zatrzymuje się w rozwoju w okolicach trzeciego lub czwartego.
1. Posłuszeństwo i kara – w tym stadium ludzie postępują moralnie wyłącznie z powodu strachu przed karą.
2. Instrumentalizm – człowiek postępuje moralnie, gdyż widzi, że leży to w jego interesie.
3. Szukanie aprobaty – człowiek postępuje moralnie, gdyż jest za to nagradzany przez innych ("dobry chłopczyk", prawy obywatel, dobry chrześcijanin etc.).
4. Zgodność z prawem – człowiek postępuje moralnie, gdyż popiera istnienie prawa, które nakłada i egzekwuje odpowiednie normy.
5. Umowa społeczna – człowiek postępuje moralnie, uznając słuszność i podporządkowując się opinii większości.
6. Uniwersalne sumienie – człowiek ma świadomość uniwersalnych zasad moralnych, w których istnienie wierzył Kohlberg.

Etapy rozwoju moralnego Kohlberga:
| Poziom                           | Wiek                                     | Opis | Etap | Nazwa                                   | Charakterystyka |
| I Moralność przedkonwencjonalna  | Wiek przedszkolny i młodszy wiek szkolny | Dziecko kieruje się chceniem, tym, co dla niego przyjemne i unikaniem tego, co przykre | 1    | Orientacja posłuszeństwa i kary         | Egocentryzm. Reguły przestrzega się tylko po to, by unikać kary. To, czy czynność jest dobra, czy zła, określają ich skutki. Punkt widzenia i interesy innych nie są brane pod uwagę.              |
|                                  |                                          | | 2    | Orientacja naiwnie egoistyczna          | Relatywizm moralny. Działanie dobre to działanie, które ma na celu dobro własne, a nie innych. Potrzeby innych są brane pod uwagę, jeśli rezultat ich działania jest korzystny dla własnego dobra. |
| II Moralność konwencjonalna      | ok. 13-16 rok życia                      | Jednostka zaczyna orientować się w konwencjach społecznych, dopasowuje pragnienia do konwencji | 3    | Orientacja "dobrego chłopca/dziewczyny" | Działania moralne, to takie, które odpowiadają oczekiwaniom rodziny, czy innej ważnej grupy. Cenione są społecznie akceptowane standardy zachowania.                                               |
|                                  |                                          | | 4    | Orientacja prawa i porządku             | Pojawia się szacunek dla autorytetów oraz przekonanie, że reguły społeczne muszą być przestrzegane. Zwraca się uwagę nie tylko na motywy działania jednostki, ale również na standardy zewnętrzne. |
| III Moralność postkonwencjonalna | powyżej 16. roku życia                   | Jednostka jest w stanie spoglądać na to, co w danym społeczeństwie jest konwencjonalne jako na konwencjonalne; jednostka może być autonomiczna moralnie, może porównywać własne zasady moralne z zasadami innych. | 5    | Orientacja umowy społecznej i legalizmu | To, co jest słuszne, zależy od opinii większości w danej grupie społecznej. |
|                                  |                                          | | 6    | Orientacja uniwersalnych zasad sumienia | O postępowaniu decydują wybrane przez jednostkę zasady etyczne. Gdy obowiązujące prawo wchodzi w konflikt z tymi zasadami, jednostka postępuje zgodnie z tymi drugimi.                             |
| -------------------------------- | ---------------------------------------- | --- | ---- | --------------------------------------- | --- |